# Si tu vois ma mère
Pour les articles homonymes, voir Si tu vois ma mère (téléfilm).
Clip vidéo
[vidéo] « Sidney Bechet - Si tu vois ma mère (1952) », sur YouTube
[vidéo] « Lucienne Delyle - Si tu vois ma mère (1960) », sur YouTube
Si tu vois ma mère est une chanson d'amour-standard de jazz-blues, composée en 1952 par le saxophoniste-clarinettiste de jazz américain Sidney Bechet (1897-1959), un des titres les plus célèbres de son répertoire, avec entre autres Petite Fleur, Les Oignons, ou Dans les rues d'Antibes...

## Histoire

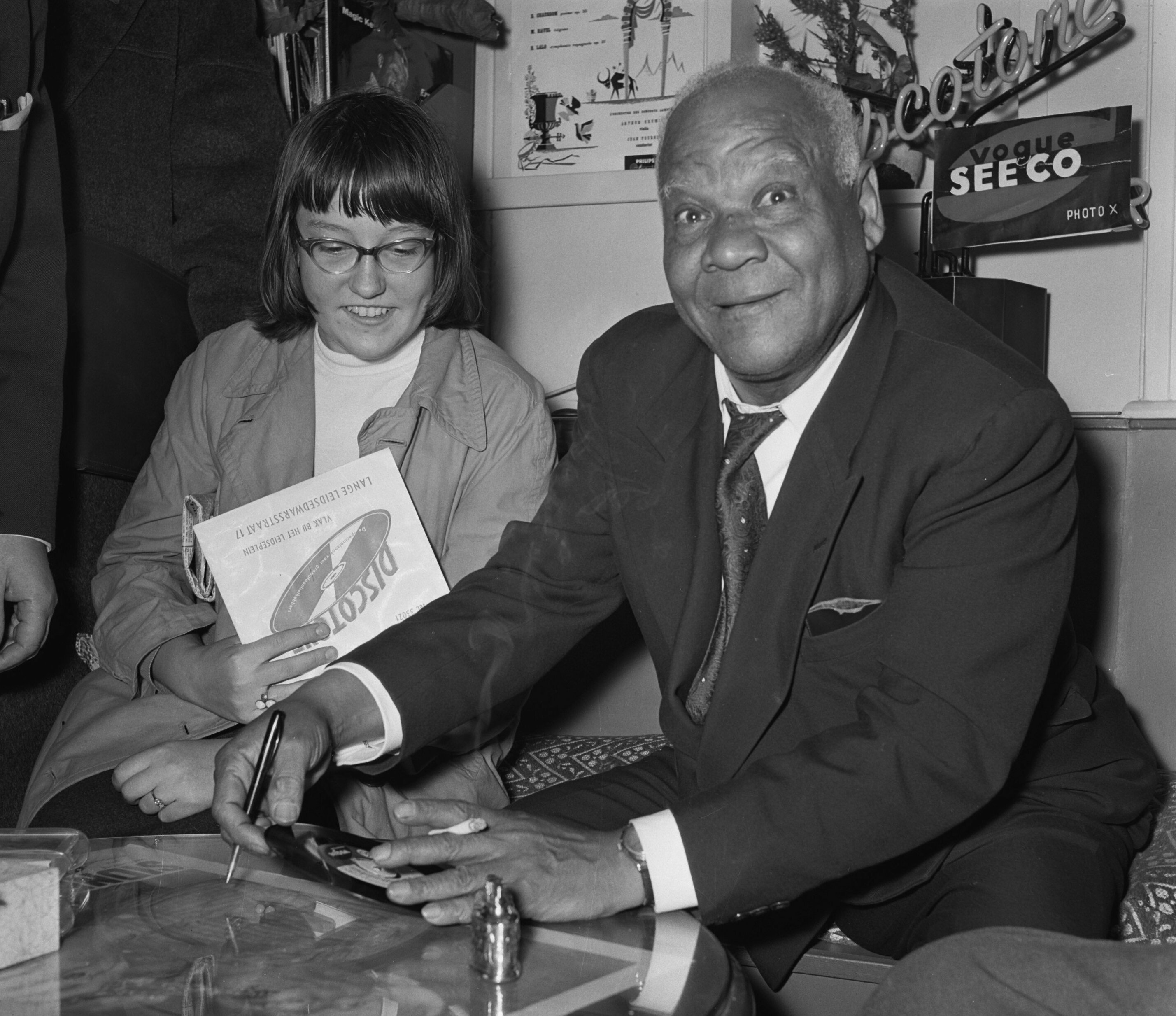
Séance de dédicace en 1956

Après avoir triomphé au Festival de jazz de Paris de 1949, Sidney Bechet (âgé de 52 ans, et né en 1897 à La Nouvelle-Orléans en Louisiane, berceau du jazz dans les années 1910) décide de passer la dernière décennie de sa vie à Paris, ou il se produit alternativement en tant que star américaine hexagonale avec les jazzmen français Claude Luter et André Réwéliotty (et leurs orchestres) entre autres au théâtre du Vieux-Colombier (haut lieu emblématique des clubs de jazz parisiens du Saint-Germain-des-Prés-Rive gauche des années 1950) ainsi qu'au festival de jazz d’Antibes Juan-les-Pins sur la Côte d'Azur (haut lieu mondial du jazz)... 
Sidney Bechet compose ce titre de style Jazz Nouvelle-Orléans revue avec son « style Sidney Bechet caractéristique », avec un titre en français, adapté de son précédent titre Early Jazz Never Will Forget The Blues, enregistré avec son « The Mezzrow-Bechet quintet » en 1947,. Il l'enregistre chez le label français Vogue le 18 janvier 1952 avec Claude Luter et son orchestre bigband jazz. Les paroles de Jean Broussolle disent à sa mère « Quand je pense à toi, aussitôt je vois, je ne sais pourquoi, le balcon fleuri, où tu m'as souri, quand je suis parti, souviens-toi, depuis ce temps je voyage, et sur toutes les routes, à tout jamais ton doux visage, qu'un rêve effleure, demeure car le temps qui fuit, au vent de l'oubli, passera sans bruit, sans rien effacer, maman tu le sais, rien ne peut briser le passé, je me souviendrai, d tes yeux jusqu'à mon dernier jour, maman, mon plus tendre amour... ».

## Au cinéma
- 2011 : Minuit à Paris, de Woody Allen, avec Owen Wilson, Rachel McAdams, et Marion Cotillard (au début du film)[9]

## Reprises
Ce standard de jazz de son répertoire est réédité de nombreuses fois, et repris par de nombreux interprètes, dont Lucienne Delyle (1960), Lucienne Renaudin Vary (2019), Avalon Jazz Band (2020), Olivier Franc Quintet (avec Daniel Sidney Bechet à la batterie, fils de Sidney Bechet)...